# Шворак Сергій Степанович
Сергі́й Степа́нович Шворак — капітан Збройних сил України, учасник російсько-української війни.

## З життєпису
Станом на березень 2017-го — заступник командира загону — командир розвідувально-пошукової групи спеціального призначення, окремий загін спеціального призначення, Південне оперативно-територіальне об'єднання НГУ.

## Нагороди
За особисту мужність і героїзм, виявлені у захисті державного суверенітету та територіальної цілісності України, вірність військовій присязі під час російсько-української війни
- нагороджений орденом «За мужність» III ступеня (25.3.2015).